# سیمون چادویک
سیمون چادویک (انگلیسی: Simon Chadwick؛ زادهٔ ۱۵ مارس ۱۹۶۸) بازیکن فوتبال است.
از باشگاه‌هایی که در آن بازی کرده‌است می‌توان به باشگاه فوتبال ورکسام اشاره کرد.